# Lecce
Lecce este un oraș în Italia, în regiunea Apulia.

## Localități înfrățite
- Blagoevgrad, Regiunea Blagoevgrad
- Praga, Capitala Praga
- Skopje, Regiunea Skopje
- Valladolid, Provincia Valladolid

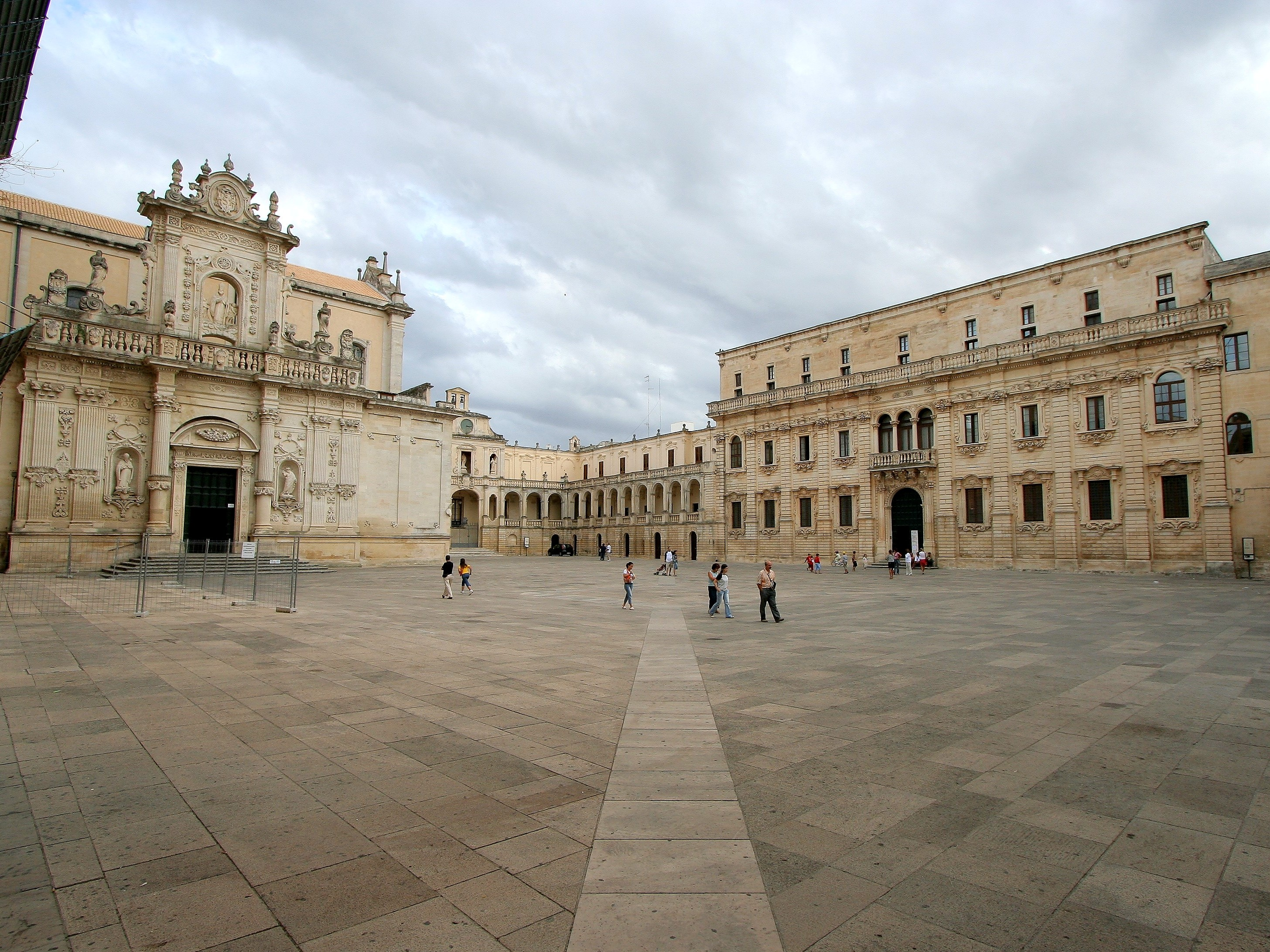
Piazza Duomo

- Murcia, Murcia (comunitate autonomă)
- Budapesta, Județul Pest

## Demografie
Lecce - evoluția demografică

|  | Graficele sunt indisponibile din cauza unor probleme tehnice. Mai multe informații se găsesc la Phabricator și la wiki-ul MediaWiki. |

Date: Recensăminte sau birourile de statistică - grafică realizată de Wikipedia